# توره‌لاگونا
توره‌لاگونا (به اسپانیایی: Torrelaguna) یک منطقهٔ مسکونی در اسپانیا است که در مادرید (بخش خودمختار) واقع شده‌است. توره‌لاگونا ۴۳٫۴ کیلومتر مربع مساحت و ۴٬۹۲۸ نفر جمعیت دارد و ۷۴۴ متر بالاتر از سطح دریا واقع شده‌است.